# Maják Reading
Maják Reading (hebrejsky: מגדלור רדינג‎, anglicky: Reading Light, znám také jako Tel Kudadi Light, Hayarkon Light a Tel Aviv Light) se nachází v Tel Avivu v Izraeli ve východní části Středozemního moře, v blízkosti pláže na severní straně ústí řeky Jarkon. Název je odvozen od názvu blízké elektrárny Reading.
Maják se objevil na známce vydané v roce 2009 a v několika izraelských filmech.

## Historie
Maják byl postaven v letech 1936–1938 britskými úřady, aby se lodě vyhýbaly písčitým mělčinám u pobřeží. Stavbu realizovala francouzská firma. Při výkopech základů byly objeveny pozůstatky asyrské pevnosti z 8. století.
V letech 1937–1938 byla v blízkosti postavena elektrárna Reading, její vysoký osvětlený komín byl výraznější než maják, přesto maják sloužil dál k navádění lodí do přístavu elektrárny. V roce 1965 byl otevřen Ašdodský přístav a přístav elektrárny v ústí řeky Jarkon byl uzavřen a maják vypnut. V roce 2007 bylo okolí majáku upraveno a zpřístupněno. Věž majáku je uzavřena.

## Popis
Maják má širokou válcovou základnu, na které byla postavena čtyřboká věž ukončená lucernou. Válcová část měla bílou barvu, hranolová věž červeno-bílý šachovnicový vzor.

## Data
Maják je nečinný. Vysílal dva světelné záblesky, jeden dlouhý a jeden krátký v intervalu 7 sekund (Morseovo písmeno N).
označení:
- Admiralty E5958

## Galerie

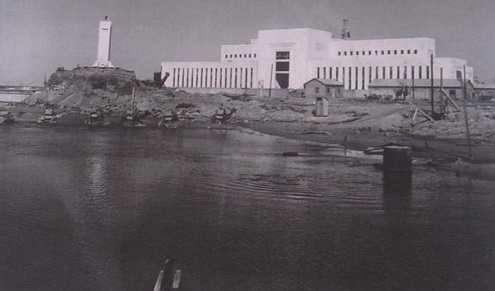
Elektrárna Reading a maják v roce 1938.
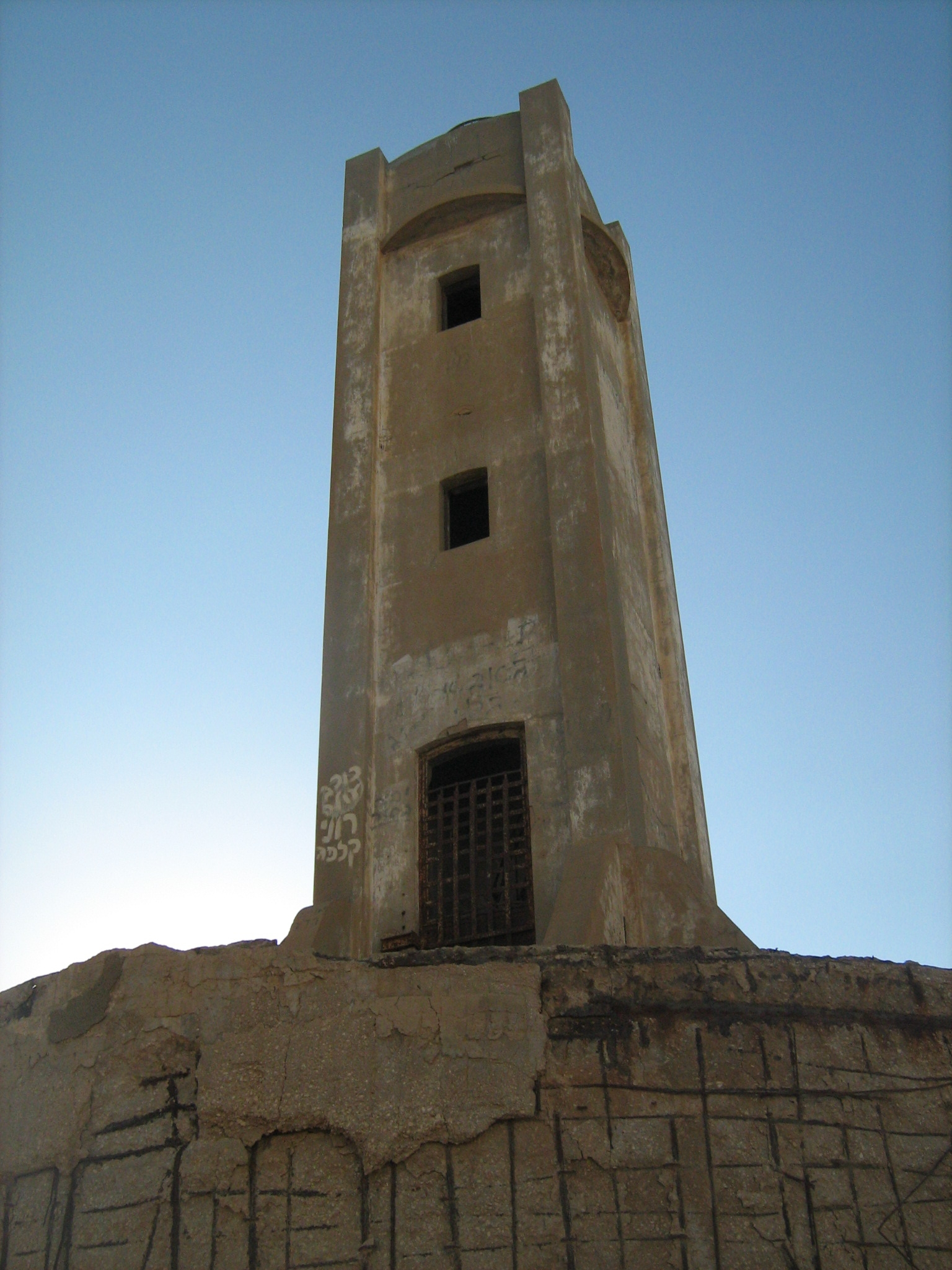
Maják v roce 2009
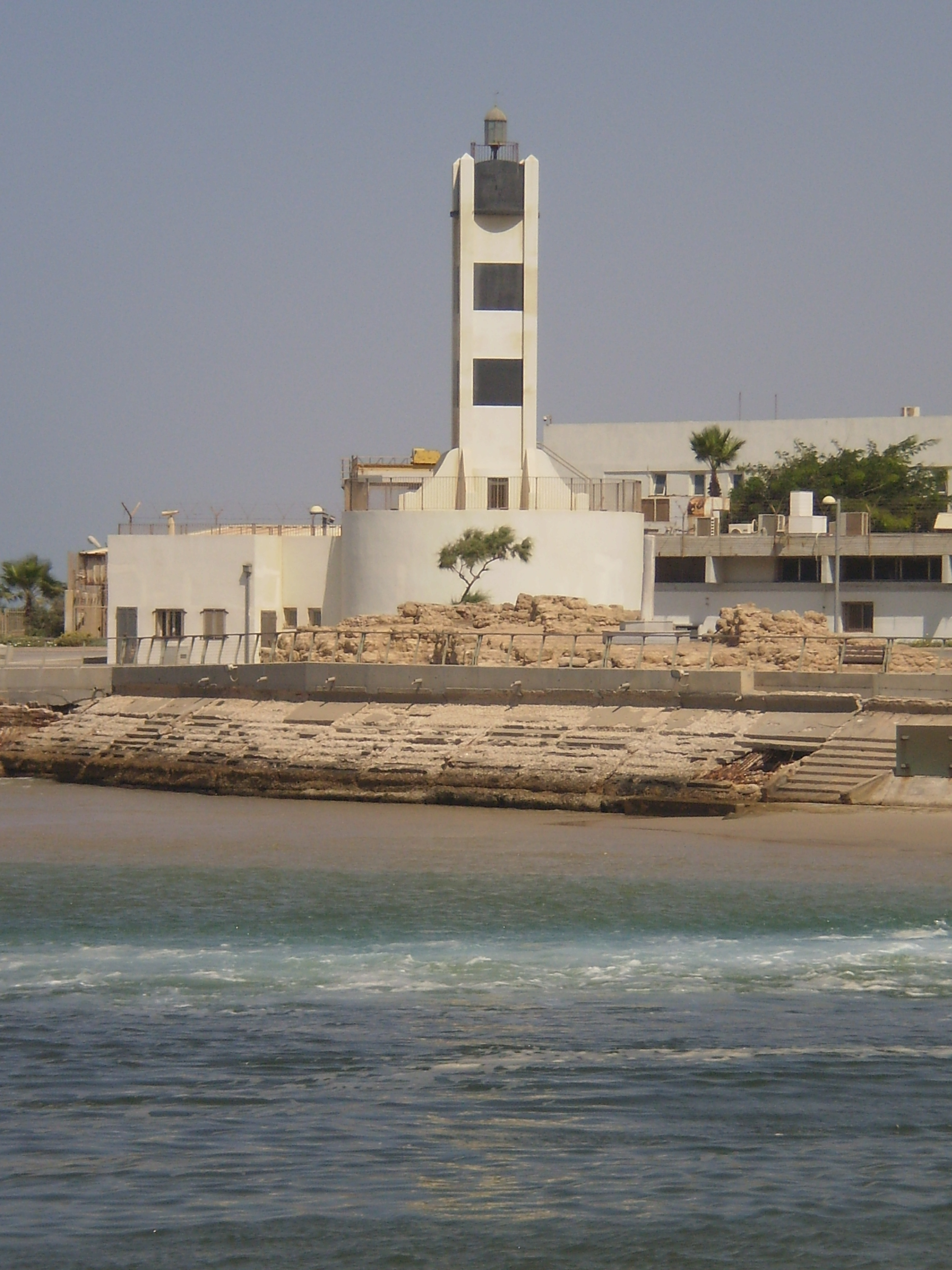
Maják v roce 2015